# Michael Pauen
Michael Pauen (* 19. Februar 1956 in Krefeld) ist ein deutscher Philosoph und Professor an der Humboldt-Universität Berlin.

## Werdegang
Die Hauptarbeitsgebiete von Michael Pauen sind die Philosophie des Geistes und die Kulturphilosophie. Er studierte in Marburg, Frankfurt am Main und Hamburg und war Visiting Professor am Institute for Advanced Study in Amherst, Massachusetts, Fellow an der Cornell University und am Hanse-Wissenschaftskolleg in Delmenhorst. 1997 erhielt er den Ernst-Bloch-Förderpreis. 
In der Philosophie des Geistes hat sich Pauen insbesondere durch eine Argumentation für die Identitätstheorie hervorgetan. Diese läuft auf die Gleichsetzung von mentalen und neuronalen Zuständen hinaus. Die Identitätstheorie wurde in den 1950er Jahren durch Ullin Place und John Smart entwickelt. Nachdem diese zeitweilig als wichtigste Position in der analytischen Philosophie des Geistes galt, wurde sie jedoch bald unpopulär, da umstritten ist, ob sie mit der sogenannten multiplen Realisierung‘ vereinbar ist. 
Pauen vertritt eine kompatibilistische Position in der Freiheitsdebatte. Er behauptet also, dass sich Freiheit und Determinismus nicht ausschließen. Seine Position ähnelt dabei den Thesen  von Ansgar Beckermann, Peter Bieri und Daniel Dennett.
Pauens kulturphilosophische Schriften setzen sich insbesondere mit der Tradition des Kulturpessimismus auseinander.

### Monographien
- Schellengeklingel oder Offenbarung. Rationalität und ästhetische Lust in deutschen Kunsttheorien bis zur Moderne (= Kunstwissenschaft – Theorie und Methode. Bd. 1). Lit, Münster u. a. 1991, ISBN 3-88660-771-2 (Zugleich: Marburg, Universität, Dissertation, 1989).
- Dithyrambiker des Untergangs. Gnostizismus in Ästhetik und Philosophie der Moderne. Akademie Verlag, Berlin 1994, ISBN 3-05-002659-6.
- Pessimismus. Geschichtsphilosophie, Metaphysik und Moderne von Nietzsche bis Spengler. Akademie Verlag, Berlin 1997, ISBN 3-05-003094-1.
- mit Karl Hoheisel: Vorträge aus der Tagung: Gnosis und die Spiritualität der Postmoderne. (Zur Einschätzung moderner Strömungen als gnostisch).(= Hofgeismarer Vorträge. Bd. 7, ISSN 0931-0398). Evangelische Akademie, Hofgeismar 1997.
- Das Rätsel des Bewusstseins. Eine Erklärungsstrategie. Mentis, Paderborn 1999, ISBN 3-89785-087-7.
- Grundprobleme der Philosophie des Geistes. Eine Einführung (= Fischer 14568). Fischer-Taschenbuch-Verlag, Frankfurt am Main 2001, ISBN 3-596-14568-6.
- Illusion Freiheit? Mögliche und unmögliche Konsequenzen der Hirnforschung. S. Fischer, Frankfurt am Main 2004, ISBN 3-10-061910-2.
- Was ist der Mensch? Die Entdeckung der Natur des Geistes. Deutsche Verlags-Anstalt, München 2007, ISBN 978-3-421-04224-8.
- mit Gerhard Roth: Freiheit, Schuld und Verantwortung. Grundzüge einer naturalistischen Theorie der Willensfreiheit (= Edition Unseld. 12). Suhrkamp, Frankfurt am Main 2008, ISBN 978-3-518-26012-8.
- mit Harald Welzer: Autonomie. Eine Verteidigung. S. Fischer, Frankfurt a. M. 2015, ISBN 978-3-10-002250-9.
- Die Natur des Geistes. S. Fischer, Frankfurt am Main 2016, ISBN 978-3-10-002408-4.
- Die weitverbreitete Vorstellung, eine angemessene Beschreibung phänomenalen Bewusstseins könne nur aus der Erste-Person-Perspektive gelingen, ist falsch. In: Matthias Eckoldt: Kann sich das Bewusstsein bewusst sein? Carl-Auer, Heidelberg 2017, ISBN 978-3-8497-0202-1.
- Macht und soziale Intelligenz. Warum moderne Gesellschaften zu scheitern drohen. S. Fischer, Frankfurt am Main 2019, ISBN 978-3-10-397332-7.

### Herausgeberschaft
- mit Heiner F. Klemme, Bernd Ludwig und Werner Stark: Aufklärung und Interpretation. Studien zur Philosophie Kants und ihrem Umkreis. Tagung aus Anlass des 60. Geburtstags von Reinhard Brandt. Königshausen & Neumann, Würzburg 1999, ISBN 3-8260-1630-0.
- mit Gerald Funk und Gert Mattenklott: Ästhetik des Ähnlichen. Zur Poetik und Kunstphilosophie der Moderne (= Fischer 15003). Fischer-Taschenbuch-Verlag, Frankfurt am Main 2001, ISBN 3-596-15003-5.
- mit Gerhard Roth: Neurowissenschaften und Philosophie. Eine Einführung (= UTB 2208). Fink, Stuttgart ISBN 3-8252-2208-X.
- mit Achim Stephan: Phänomenales Bewusstsein – Rückkehr der Identitätstheorie? Mentis, Paderborn 2002, ISBN 3-89785-094-X.
- mit Christoph Herrmann, Jochen W. Rieger und Silke Schicktanz: Bewusstsein. Philosophie, Neurowissenschaften, Ethik (= UTB 2686). Fink, München u. a. 2005, ISBN 3-7705-4185-5.
- mit Michael Schütte und Alexander Staudacher: Begriff, Erklärung, Bewusstsein. Neue Beiträge zum Qualia-Problem. Mentis, Paderborn 2007, ISBN 978-3-89785-395-9.

### Tonträger
- 2009 Die Zukunft der Hirnforschung. Vorlesung. Audio-CD. Komplett-Media, Grünwald. ISBN 978-3-8312-6405-6